# Kelly
Kelly je priimek več oseb:
- Barbara Kelly (1924—2007), kanadsko-angleška igralka
- Craig Kelly (1966—2003), ameriški snowborder
- Daniel Hugh Kelly (*1952), ameriški igralec in režiser
- Ellsworth Kelly (1923—2015), ameriški slikar
- Ernest Tilton Sumpter Kelly (1898—1918), kanadski letalski častnik
- Gene Kelly (1912—1996), ameriški plesalec in igralec
- George Kelly (1887—1974), ameriški dramatik
- George Alexander Kelly (1888—1973), britanski general
- Georgia Kelly, ameriška glasbenica, harfistka
- Grace Kelly (1929—1982), monaška princesa
- Hugh Kelly (1739—1777), angleški dramatik
- Joe Kelly (1913—1993), irski dirkač Formule 1
- John Kelly (18221—886), ameriški politik
- Judy Kelly (1913—1991), avstralsko-angleška igralka
- Maeve Kelly (*1930), irska pesnica in pisateljica
- Michael Joseph Kelly (*1949), novozelandsko-britanski fizik
- Nancy Kelly (1921—1995), ameriška igralka
- Patsy Kelly (1910—1981), ameriška igralka
- Petra Kelly (1947—1992), nemška političarka
- Sean Kelly (*1956), irski kolesar
- Steve Kelly (*1976), kanadski hokejist
- Theodore Edward Dudley Kelly (1903—1980), britanski general